# Lunda Norte
Lunda Norte é uma das 18 províncias de Angola, localizada no nordeste do país. A capital é a cidade de Dundo-Chitato, no município de Chitato.
A província conta com uma população de 972 183 habitantes, segundo as projeções populacionais de 2018 elaboradas pelo Instituto Nacional de Estatística, numa área territorial de 103 760 km².
É constituída pelos municípios de Cambulo, Capenda Camulemba, Caungula, Chitato, Cuango, Cuílo, Lubalo, Lucapa, Lóvua e  Xá-Muteba, subdivididos em 26 comunas.

## História
Até meados do primeiro milênio da era cristã a região da província era, provavelmente, povoada por povos pigmeus, que nos dias atuais habitam mais ao norte, no Congo-Quinxassa. Esses habitantes foram deslocados por diversas tribos bantas que, em sua migração ao sul, ocuparam quase a totalidade de Angola.
A medida que os bantos foram se afastando uns dos outros, novos dialectos passaram a existir, dando início a sub-definições étnicas, sendo que as principais a surgir na região foram os povos chócues e ganguelas

### Formação política

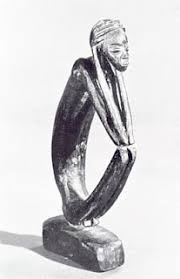
A escultura Pensador (ou Samanhonga), fotografada em 1936, ícone da cultura lunda-chócue

A região leste de Angola, compreendida entre Lunda Norte e o norte do Cuando-Cubango, assim como parte da República Democrática do Congo e Zâmbia, foi unificada, em 1590, sob a égide do rei Muanta Gandi, que formou o reino Lunda, um poderoso Estado pré-colonial que tinha inicialmente sede em Mussumba, atualmente no sul do Congo. O reino Lunda acabou por empurrar para o norte o reino Macoco e para o oeste o reino de Jaga-Cassange, que tinham influência nos territórios atuais da província.
O Estado Lunda acabou por tornar-se, no século XVII, o Império Lunda (1º império), que por fim esfacelou-se em vários Estados confederados em virtude de inúmeras guerras pelo trono da rainha Lueji A'Nkonde. O seu principal ente confederado substituto foi Reino Lunda-Chócue, que tinha sede em Luena e zona importante em Saurimo. A divisão dos lundas fez com que nas terras de Lunda Norte se constituíssem o Estado Confederado Lunda-Capenda, com sede na Capenda Camulemba, e o Estado Confederado Lunda-Muteba, com sede em Xá-Muteba. O próprio Reino Lunda-Chócue costurou a formação de um 2º Império Lunda, em meados do século XIX.
As potências colonias, Bélgica, Grã-Bretanha e Portugal, não aceitaram a formação dessa nova unidade imperial, fazendo diversas incursões militares na região, até que, como resultado da Conferência de Berlim, procederam a divisão definitiva dos lundas, extinguindo-se Lunda-Capenda e Lunda-Muteba.

### Colonização e guerras
O ano de 1912 é marcado pelo retorno do interesse colonial na região, após dois geólogos da empresa Forminière encontrarem diamantes no ribeiro Mussalala. Neste mesmo ano foi formada a Companhia de Pesquisas Mineiras de Angola, na qual as primeiras explorações mineiras foram localizadas através do rio Chicapa e, também, seus afluentes. Funda-se o acampamento base em Dundo-Chitato.
Em 1917 a Diamang passa a operar na mineração de diamantes na região de Lunda Norte, assumindo o acampamento de Dundo-Chitato, construindo muitas infraestruturas neste, tornando-o uma cidade operária.
No final da década de 1960 a guerra atinge Lunda Norte, com a abertura da "Frente Leste" e da "Rota Agostinho Neto" pelo MPLA, expulsando os portugueses da maioria do território. A partir de 1973 a UNITA passou a  pressionar fortemente as posições de seus inimigos em terras lundenses, com o MPLA conseguindo empurrar a guerra para longe no início de 1976, já na Operação Carlota. A FNLA, porém, consegue permanecer nas bordas congolesas da província representando certa ameaça de 1967 até o início da década de 1980.

### Formação da província
No dia 4 de julho de 1978, pelo decreto-lei nº. 84/78, a província do Lunda Norte foi oficialmente criada pelo governo angolano, a partir da separação da província de Lunda Sul. A capital foi estabelecida provisoriamente em Lucapa, enquanto que uma nova capital seria construída na região do Mulepi, plano que foi posteriormente abortado.
No ano de 1997, a capital de facto da província passou a ser o Dundo-Chitato, por possuir uma estrutura administrativa melhor que a cidade de Lucapa. A transferência foi ratificada como definitivo no ano de 2000. Para albergar essa nova realidade, como capital provincial, o governo iniciou, no final da década de 2000, o projeto "Centralidade do Dundo" ou "Novo Dundo", para melhoria das infraestruturas da cidade do Dundo-Chitato como centro administrativo e de governo de Lunda Norte.

## Geografia

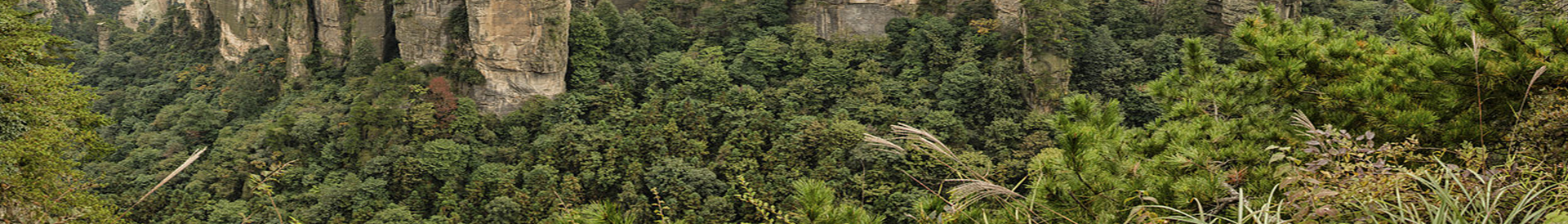
Fragmento florestal da província, no município de Cambulo, em 2005.

Para fins estatísticos, a província norte-lundense está localizada no leste do país, embora geograficamente disponha-se mais ao nordeste de Angola. Toda sua faixa territorial noroeste, norte, nordeste e leste faz fronteira com o Congo-Quinxassa. Ao sudeste e sul, sua fronteira dá-se com a província de Lunda Sul, e ao sudoeste e oeste sua fronteira dá-se com Malanje. A faixa sudoeste que divide com Malanje é, inclusive, a histórica região da Baixa de Cassange, enquanto que entre os rios Loange e Cassai eram terras historicamente de domínio Lunda.

### Ecologia, flora e fauna
Ao norte e leste da província domina o "mosaico floresta-savana do sul da bacia do Congo", uma ecorregião composta de florestas, savanas e pastagens. Já ao oeste e sudoeste, a paisagem é dominada pela ecorregião das "florestas de miombo angolanas", com flora de savana de folha larga decídua úmida e floresta com domínio de miombo, além de pastagens abertas.

### Clima
Segundo a classificação climática de Köppen-Geiger predomina, na maior parte da província, o clima tropical de savana (Aw/As) com uma temperatura média de 27ºC por ano e o regime de chuvas pode ser até torrencial. A média das chuvas é de 1.400 mm, sendo que a quantidade máxima é de 1.500 mm e a mínima de 1.200 mm. Na faixa sudeste de Lunda Norte predomina o clima subtropical úmido (Cwa).

### Demografia
A população de Lunda Norte é constituída maioritariamente pelos chócues, coexistindo com porções de grupos etnolinguísticos congos e ambundos. Em função das guerras na fronteira, um grande contingente de refugiados quinxassa-congoleses — majoritariamente das etnias lunda, bena-lulua e pende, e em menor número de congos do norte — migrou para terras norte-lundenses. Grupos minoritários incluem imbangalas, com outras frações étnicas não bantas relevantes de luso-angolanos e ango-brasileiros.

### Hidrografia
Importantes rios cortam terras norte-lundenses, com destaque para o Cassai, o Luachimo, o Chiumbe-Luateche e o Cuango. Outros rios relevantes são o Luangue, o Chicapa, o Lui, o Cuílo, o Luembe, o Lóvua, o Lubalo, o Cacuilo e o Cuengo (os quatro últimos com nascente na província). Todos os rios citados são tributários do Cassai que, por sua vez, é um dos maiores tributários da bacia do Congo.

### Relevo
A média relativa a nível do mar na província é de cerca de 900m, sendo que cerca de 1100m no interior e de 700m nas fronteiras. Em alguns locais, como o centro da província, a altitude pode alcançar cerca de 1200m — nas serras da Sucumuna, do Muhondo e de Capenda-Cuilo, todas extensões do grande Planalto da Lunda, que domina o relevo provincial. Do nordeste para o sudeste a altitude pode diminuir até 700m, porém chega a cerca de 1000m no Monte Muriá. Ao sudoeste o destaque é a Serra de Tala Mungongo (ou Planalto do Malanje), enquanto que ao noroeste as extensões do Planalto do Cuango.

## Economia
O ano 1912 marca a descoberta de diamantes pela empresa Forminière no ribeiro Mussalala. No mesmo ano foi formada a Companhia de Pesquisas Mineiras de Angola, que comecou a explorar o rio Chicapa e afluentes, fundando-se o acampamento base em Dundo-Chitato. Em 1917 a companhia mineradora Diamang assume o acampamento, construindo novas infraestruturas, tornando o assentamento numa cidade operária.
A Lunda Norte chegou a registrar, no ano de 1971, um recorde 2.413.021 quilates de diamantes extraídos pela empresa privada multinacional Diamang, substituída em 1981 pela estatal angolana Endiama.

### Agropecuária e extrativismo

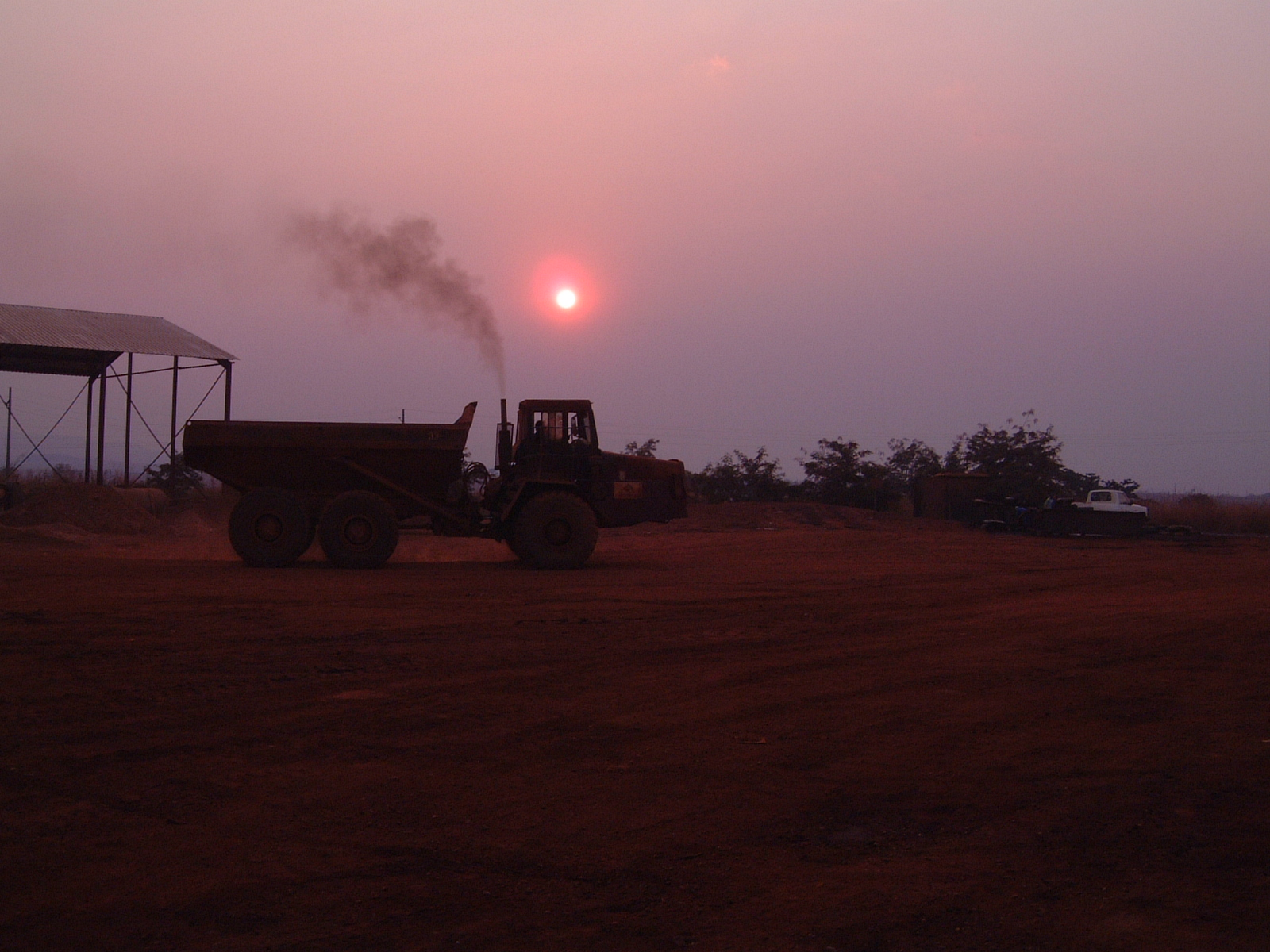
Mina de Chitotolo, em 2001.

Na lavoura temporária, destacam-se no Lunda Norte as produções de arroz, mandioca, milho, amendoim, batata doce, feijão cutelinho e abacaxi ananás; já a lavoura permanente encontra excedentes na produção de goiabas, mamões, mangas e abacates.
Na pecuária de corte e leite, a província possui um grande rebanho de bovinos, havendo também criações de caprinos e suínos, além de criação de galináceos (para carne e ovos); em outro aspecto os muitos rios de Lunda Norte dão a possibilidade da extração de um enorme excedente pesqueiro.

### Indústria e mineração
A província da Lunda Norte possui uma importantíssima indústria mineira, com a extração de diamantes e ouro, com destaque para as operações na mina de diamantes Luó, na mina de diamantes Lucapa e nas minas de Cachimo e Cambulo.
O parque industrial de Lunda Norte está concentrado na cidade do Dundo-Chitato, e nos municípios de Cuango e Lucapa, onde registra-se manufatura de alimentos, bebidas, roupas, produção agroindustrial e construção civil, sendo que sta última dispõe de uma imensa massa salarial, concentrada basicamente na capital provincial, e; também na capital há a produção elétrica a partir da Central Hidroelétrica de Luachimo, no rio Luachimo.

### Comércio e serviços
O setor de comércio e serviços concentra-se na capital, Dundo-Chitato, que sedia centros atacadistas e de abastecimento tanto para a província de Lunda Norte quanto para o Congo-Quinxassa.

## Infraestrutura

### Transportes
A malha rodoviária da província é composta por dois troncos principais: a rodovia EN-180, norte-sul, que liga Dundo-Chitato ao Saurimo, e; a EN-230, oeste-leste, que dá acesso à Malanje. Existem ainda as rodovias EN-223/EN-225 (oste-leste), EN-165 (norte-sul), EN-170 (norte-sul), EN-175 (norte-sul), EN-190 (norte-sul) e a R706/EN-180, que liga a capital à Mwasuakenge, no Congo-Quinxassa.

### Educação
Sector que sentiu um forte efeito da guerra, grande parte de sua estrutura (escolas, universidades), foram destruídas. Com isso, o número de escolas na região ainda é pequeno em relação ao número de habitantes. Há um esforço do governo para tentar recuperar ou construir as escolas e universidades da região. A região possui uma escola técnica denominada Instituto Médio Politécnico 28 de Agosto do Dundo e a Universidade Lueji A'Nkonde, ambas na capital, Dundo-Chitato.
Segundo o Ministério de Administração do Território da Lunda Norte a actual situação da região é de um grande número de crianças ainda fora do sistema escolar (28.000), o número de salas é insuficiente para a demanda, a quantidade e qualidade dos professores ainda é insuficiente, o que causa a queda na qualidade do ensino da região, por fim, a maior parte da população activa tem o nível de escolaridade muito baixo, também precisando retornar a escola para recuperar a escolaridade.

## Política e governo
O governador da província é um cargo indicado pelo Presidente da República de Angola.
A lista de comissários/governadores que lideraram a província desde de 1978 é a seguinte:
| Ordem | Nome                                  | Início | Término     | Notas |  |  |  |  |
| 1     | João Ernesto dos Santos               | 1978   | 1983        |       |  |  |  |  |
| 2     | Silvério Gelim Paim                   | 1983   | 1986        |       |  |  |  |  |
| 3     | Norberto dos Santos                   | 1986   | 1991        |       |  |  |  |  |
| 4     | José Manuel Sakulombo                 | 1991   | 1992        |       |  |  |  |  |
| 5     | Francisco Moisés Nele                 | 1992   | 1997        |       |  |  |  |  |
| 6     | Manuel Francisco Gomes Maiato         | 1997   | 2008        |       |  |  |  |  |
| 7     | Ernesto Mwangala                      | 2008   | 2024        |       |  |  |  |  |
| 8     | FILOMENA ELIZABETE CHITULA MIZA AIRES | 2024   | ACTUALIDADE |       |  |  |  |  |